# White Chuck Cinder Cone
De White Chuck Cinder Cone is een sintelkegel gevestigd in de staat Washington, Verenigde Staten. Hij werd ontdekt in 1934 en heeft een hoogte van 1.834 meter.
Gebaseerd op de hoeveelheid glaciale erosie op de sintelkegel, is deze waarschijnlijk tussen 2000 en 17000 jaar oud.